# پاراکاتو
پاراکاتو (به پرتغالی: Paracatu) یک شهرستان برزیل در برزیل است که در میناس گرایس واقع شده‌است.

## خصوصیات
پاراکاتو ۸٫۲۲۹٬۵۸۸ کیلومترمربع مساحت و ۸۴٬۷۱۸ نفر جمعیت دارد و ۶۸۸ متر بالاتر از سطح دریا واقع شده‌است.